# Presbyornithidae
Presbyornithidae — вимерла родина птахів ряду гусеподібних (Anseriformes), що існувала з кінця крейдового періоду по міоцен. Існувала у Північній Америці, Південній Америці, Східній Азії, Австралії та, можливо, у Північній Африці. Раніше вважалось, що родина є базальною, близькою до гусеподібних, сивкоподібних та фламінго, проте зараз родина вважається сестринською групою до родини качкових у ряді гусеподібних.

## Опис
Це були птахи із довгими ногами та довгою шиєю заввишки до одного метра. Ноги похожі на ноги куликів, проте пальці були перетинчасті. Дзьоб був плоский як у качок та призначений для фільтрації. Це були соціальні птахи, що мешкали у великих колоніях.

## Роди
- †Bumbalavis Zelenkov, 2021
- †Murgonornis Worthy et al., 2023
- †Presbyornis Wetmore, 1926
- †Telmabates Howard, 1955
- †Teviornis Kuročkin, Dyke & Karhu, 2002
- †Wilaru? Boles et al., 2013